# Киберпсихология
Киберпсихология (Психология интернета; англ. cyberpsychology, Internet psychology) — отрасль психологии, объединяющая (и отвечающая за) методологию, теорию и практику исследования видов, способов и принципов применения людьми социальных сервисов Интернет, где под социальными сервисами понимаются не только социальные сети, но и любые средства общения в Интернете, от интернет-форумов и чатов до мессенджеров и MMORPG (см. «Киберкультура»). Киберпсихология тесно связана с теорией медиа, информатикой, коммуникативистикой, другими научными дисциплинами. Из отраслей психологии она стоит близко к медиапсихологии.

## История
Истоки киберпсихологии можно увидеть в изучении «опосредствованного компьютером общения» (Computer-mediated communication). Первые работы в этой области тяготеют к социологии, в них исследовалось влияние новых технических средств на общение внутри небольших групп, причём многие ключевые работы в этой области, как например The Network Nation: Human Communication via Computer Мюррея Туроффа и Старр Роксаны Хилтц были написаны не психологами или социологами, а специалистами в других областях знания. Примерно в то же время начали появляться первые советские исследования в этой области. В их числе первые работы психологов А. Е. Войскунского, О. К. Тихомирова, И. Г. Белавиной, посвященные психолингвистике, искусственному интеллекту, влиянию ЭВМ на поведение человека, проблемам коммуникативистики.
Сам термин «киберпсихология» появился позже и накладывался на популяризованное научной фантастикой представление о киберпространстве — виртуальной среде, полностью опосредованной компьютерными программами. С распространением Интернета и новых медиа, стали говорить о психологии интернета. Для А. Е. Войскунского характерно представление о фактической синонимичности этих терминов, некоторые исследователи предлагают их разделять.
Среди популярных направлений исследования в современной киберпсихологии можно выделить изучение сетевой идентичности, особенностям интернет-общения. В психологической практике работают с проблемами интернет-зависимостью, FoMO, негативному влиянию социальных сетей на состояние человека.
Современные киберпсихологические исследования комплексные внутри психологической науки: они охватывают, к примеру:
- возрастную психологию (ранняя одаренность и возрастная специфика в применении компьютеров и Интернета),
- социальную психологию (опосредствованные компьютером и Интернетом общение и групповая деятельность),
- клиническую психологию (т. н. тревожность при применении компьютеров, поведенческие аддикции, или зависимости от Интернета, применение систем виртуальной реальности для терапии страхов и фобий),
- педагогическую психологию (групповое и индивидуальное обучение посредством компьютеров, дистантное обучение, игровые обучающие программы[3]),
- организационную психологию (специфика новых форм занятости и организационного поведения в условиях применения информационных технологий),
- дифференциальную психологию (сопоставление личностных типов в условиях непосредственного и опосредствованного Интернетом общения),
- когнитивную психологию (изучение особенностей восприятия информационных блоков WWW, распределения объёмов внимания, оперирования «внешней» памятью),
- психологии общения и психолингвистики (синхронное и асинхронное общение, общение в форме полилога, речевые особенности мобильной связи) и т. п.[4]

27 мая 2023 года в рамках Всероссийского онлайн-форума с международным участием «ИНТЕРНЕТ-ПСИХОТЕРАПИЯ: прошлое, настоящее и будущее» В. А. Плешаковым был сделан первый пленарный доклад «КИБЕРПСИХОЛОГИЯ: прошлое, настоящее, будущее»

## Влияние интернета

### Интернет-зависимость
Основная статья: Интернет-зависимость
Под интернет-зависимостью понимается навязчивое стремление использовать интернет и избыточное пользование им. Однако многие исследователи указывают, что зависимость связана не с интернетом как таковым, а с определёнными способами его использования. Выдвигались предложения разделить интернет-зависимость на специфичную патологическую, при которой болезненная привязанность в других формах скорее всего продолжит существовать и вне сети (например, сетевая лудомания) и общую патологическую, как правило связанную с избыточным использованием социальными сетями.

### Депрессия
Основная статья: Депрессия
Появление депрессии часто связывают с активным использованием социальных сетей. В исследовании, проведенном специалистами Мичиганского университета, обнаружилась корреляция между временем, проведенным в Facebook и ухудшением самочувствия пользователя, причём это было верно для любого объёма пользования социальной сетью. Другие исследователи отмечают, что для того, чтобы подобное исследование было действительно точным, нужно изучать влияния конкретной деятельности людей на их психоэмоциональное состояние.

### Расстройства приёма пищи
Исследование, проведенное в 2011 году в Хайфском университете показало, что чем больше времени девушки-подростки проводят в Facebook, тем скорее будет развиваться расстройства приёма пищи и неприятие своего образа тела. Похожие результаты на более взрослой аудитории получили ученые Университета штата Флорида. Даже 20 минут в социальной сети было достаточно для того, чтобы испытуемые начали беспокоиться о лишнем весе.

### Позитивное влияние
Австралийские исследователи установили, что использование Facebook может усилить чувство социальной связанности, принадлежности человека к онлайн-окружению, которое снижает риск возникновения депрессии и беспокойства, позволяет получить большее удовлетворение от жизни, причём чувство социальной связанности, возникающее по отношению к другим пользователям Facebook, отличается от чувства социальной связанности с офлайн-окружением. Таким образом Facebook может функционировать как особое социальное медиа, в котором устанавливаются и поддерживаются отношения, как альтернативная среда общения, оказывающая положительное влияние на состояние человека.
Исследование ученых из Хельсинкского университета показало, что поведение в интернете индивидов, которые склонны к садизму, отличается от их поведения в оффлайне. В частности, в Сети они готовы совершать положительно оценивающиеся с точки зрения морали действия.